# Franco Bernabè

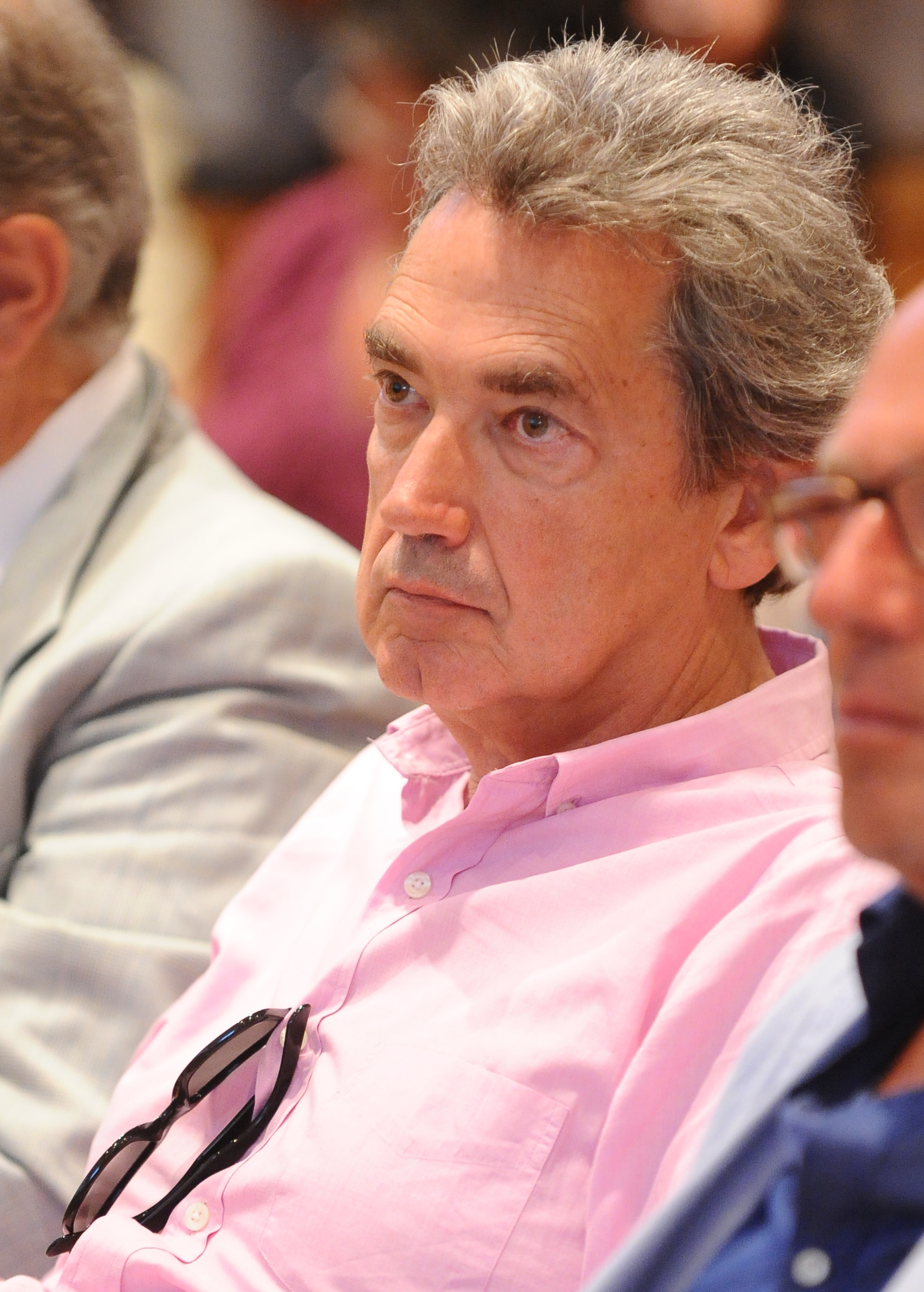
Franco Bernabè (2012)

Franco Bernabè (* 18. Dezember 1948 in Sterzing, Südtirol, Italien) ist ein italienischer Unternehmer.

## Leben
Als Sohn eines Eisenbahners studierte er an der Universität Turin und graduierte 1973 in Staatslehre. Er war dann dort Professor für Volkswirtschaft und Politik an der School of Industrial Administration und leitender Ökonom beim OECD.
Im Jahr 1978 wurde er Kopf des Economic Studies Department bei Fiat. Im Jahr 1983 ging er zu Ente Nazionale Idrocarburi, wo zunächst er Assistent des Vorsitzenden wurde. Im Jahr 1986 wurde er dort Direktor für Entwicklung, Planung und Controlling. Von 1992 bis 1998 leitete er als Chief Executive Officer (CEO) von ENI die Neugliederung.
In den Jahren 1998 und 1999 war er CEO von Telecom Italia. Im Jahr 1999 diente er als spezieller Repräsentant der italienischen Regierung für die Rekonstruktion von Kosovo. Ab Juni 2000 war er non-executive director von PetroChina Co. Ltd., Fiat und TNT Post Group. Er gründete dann die Franco Bernabe Group, deren größter Teilhaber und Vorsitzender er ist. Ferner wurde er stellvertretender Vorsitzender bei der Mobilfunkfirma H3G.
Von 2002 bis 2003 war er Präsident der Biennale di Venezia. Im Jahr 2003 wurde er Mitglied des Steering Board von Confindustria und Direktoriumsmitglied der Universität LUISS in Rom. Im Jahr 2004 wurde er Präsident des Museo di arte moderna e contemporanea di Trento e Rovereto (MART). 2005 wurde er stellvertretender Vorsitzender bei Rothschild Europe.
Von Dezember 2007 bis zu seinem Rücktritt im Oktober 2013 war er Vorsitzender der Telecom Italia.
Er war zwischen 2012 und 2015 Mitglied im 'Steering Committee' (etwa: Vorstand) der Bilderberg-Konferenz. Bis 2011 war Mario Monti in gleicher Position tätig; er legte dieses Amt nieder, als er italienischer Ministerpräsident geworden war.